# 鬼部
鬼部（）は、漢字を部首により分類したグループの一つ。
康熙字典214部首では194番目に置かれる（10画の最後8番目、亥集の8番目）。

## 概要
「鬼」字は人の死後の霊魂を指す。霊的存在は天上界の存在を「神」、人のものを「鬼」といい、「天神人鬼」、併せて「鬼神」という。また「鬼」字は広く万物に宿る精霊を表すこともある。

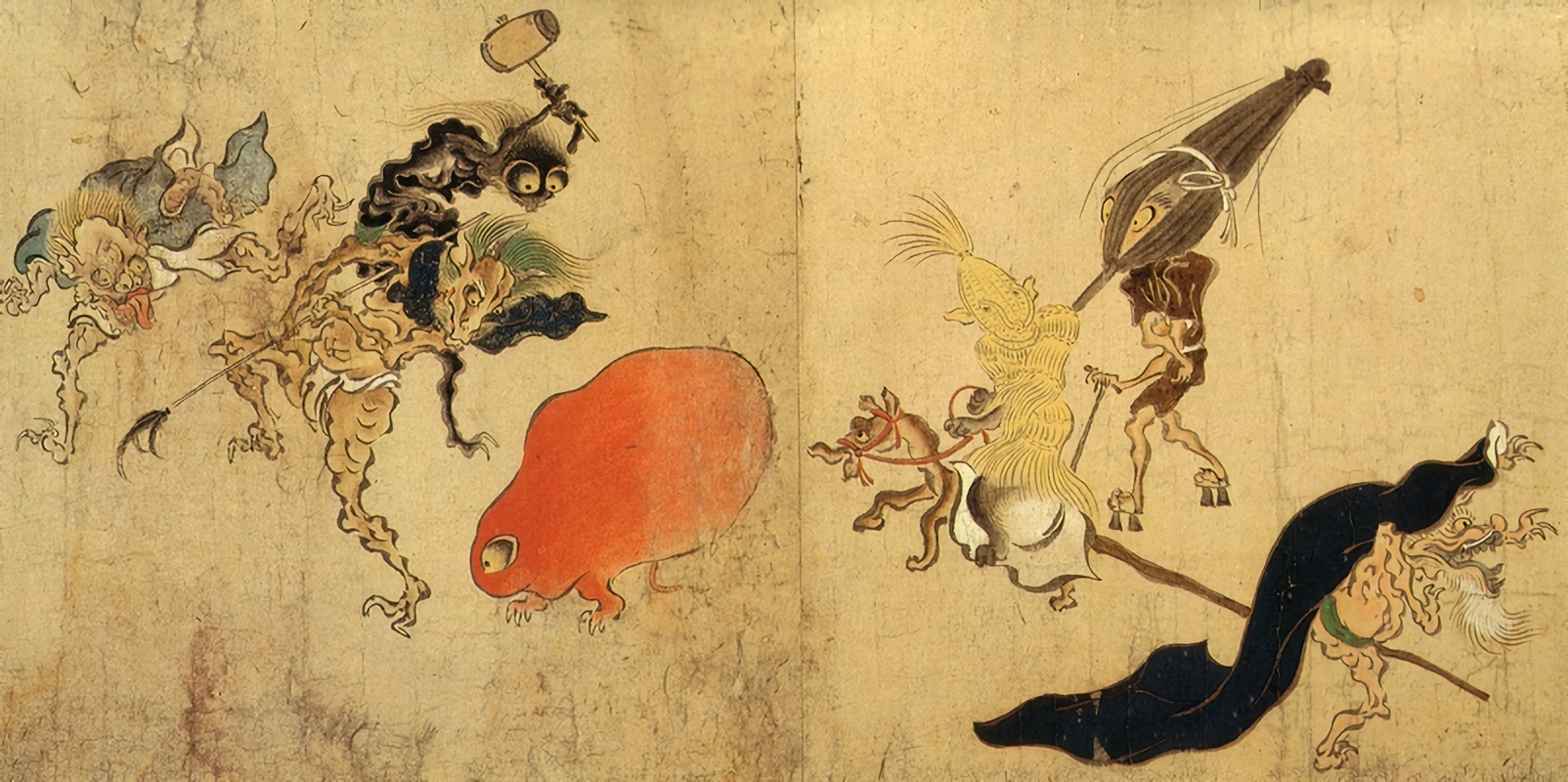

その字形は肥大化した頭を持った人の形であり、その奇怪さから、様々な解釈を引き起こしている。亡霊そのものを描いたという説もあれば、『説文解字』のように人が亡霊に襲われている様子とする説もあり、また動物の仮面をかぶったシャーマンといった説もある。
なお和訓の「おに」は頭に牛の角をもち、裂けた口に虎の牙を生やした怪物を指すが、これは日本独自のものであり、鬼門（『論衡』や『山海経』に出典がある）が東北、すなわち艮（うしとら）の方角にあることからできたと言われる。
偏旁の意符としては霊魂や精霊などに関することを示す。
鬼部はこのような意符を構成要素に持つ漢字を収める。「魅」「魁」のような繞、「魂」「魏」のような旁、または「魔」のような脚の形を取る。

## 字体のデザイン差
中華人民共和国の新字形(簡体字)では「鬼」のように「田」の中央の縦画と左下の払いをつなげて1画としている。このため総画は9画となり、 康熙字典に従って10画に数える日本とは異なる。
| 康熙字典・日本 台湾・韓国 | 中国 |
| ------------------------- | ---- |
| 鬼                        | 鬼   |

また、宋代までは上部を田と作る、いわゆる角のない字体(東京都の鬼子母神真源寺などでも用いられている)も多く用いられた。これも総画は9画である。

## 部首の通称
- 日本：おに・きにょう
- 韓国：귀신귀부（gwisin gwi bu、鬼神の鬼部）
- 英米：Radical ghost

## 部首字

甲骨文
金文
小篆

鬼
- 中古音
  - 広韻 - 居偉切、尾韻、上声
  - 詩韻 - 尾韻、上声
  - 三十六字母 - 見母
- 現代音
  - 普通話 - ピンイン：guǐ 注音：ㄍㄨㄟˇ ウェード式：kuei3
  - 広東語 - Jyutping:gwai2 イェール式:gwai2
- 日本語 - 音：キ（クヰ）（漢音） 訓：おに（日本的用法）
- 朝鮮語 - 音：귀(gwi) 訓：귀신（gwisin、鬼神）

- 甲骨文
- 金文
- 小篆

## 例字
- 鬼
  - 4:魁・魂、5:魄・魃・魅、8:魏・魍・魎、11:魑・魔、14:魘・䰰

### 最大画数
24:䰱